# Andreas Skoglund
Andreas Skoglund, né le 22 mars 2001, est un coureur norvégien du combiné nordique. 

## Biographie
Membre du club Molde og omegn IF, Skoglund prend part à sa première compétition internationale à l'été 2014 à Oberstdorf (9e).
Il a fait ses débuts en Coupe continentale en 2018 à Rena, marquant ses premiers points directement. Aux Championnats du monde junior 2018, il remporte la médaille de bronze par équipes avec Jens Lurås Oftebro, Simen Kvarstad et Einar Lurås Oftebro. Lors de l'édition 2019 à Lahti, pour sa première compétition de l'hiver, il décroche deux médailles : le bronze en individuel (10 km) derrière Johannes Lamparter et Julian Schmid et l'argent par équipes.
Il a ensuite fait ses débuts en Coupe du monde en mars 2019 avec une 37e place à Oslo. Dès le début de la saison 2019-2020, il marque ses premiers points dans cette compétition avec une 28e place à Lillehammer, avant de terminer seizième le lendemain. Toujours junior, il remporte le premier titre mondial junior par équipes mixtes à Oberwiesenthal et monte sur un podium de Coupe continentale à Rena.
En décembre 2020, il améliore de nouveau sa meilleure performance dans l'élite avec une treizième place à Ruka, où il finit dans les points à chaque course. Quelques semaines plus tard, il s'impose à Lahti dans la Coupe continentale, site où ont lieu les Championnats du monde junior 2021, qui voit Skoglund permettre aux Norvégiens de conserver leur titre grâce à sa vitesse à skis.
Il est le frère cadet d'Aleksander Skoglund, aussi coureur de combiné nordique. 

## Palmarès

### Coupe du monde
- Meilleur classement général : 29e en 2021.
- Meilleur résultat individuel : 13e.

#### Classements en Coupe du monde
| Année     | Classement général final |
| 2019-2020 | 41e                      |
| 2020-2021 | 29e                      |
| 2021-2022 | 43e                      |
| 2022-2023 | 24e                      |

### Championnats du monde junior
- Médaille de bronze de l'épreuve par équipes en 2018 à Kandersteg.
- Médaille d'argent de l'épreuve par équipes en 2019 à Lahti.
- Médaille de bronze de l'épreuve individuelle (10 km) en 2019.
- Médaille d'or de l'épreuve par équipes mixtes en 2020 à Oberwiesenthal.
- Médaille de bronze de l'épreuve par équipes en 2020.
- Médaille d'or de l'épreuve par équipes mixtes en 2021 à Lahti.

### Coupe continentale
- 8 podiums individuels, dont 4 victoires.